# 立山杉

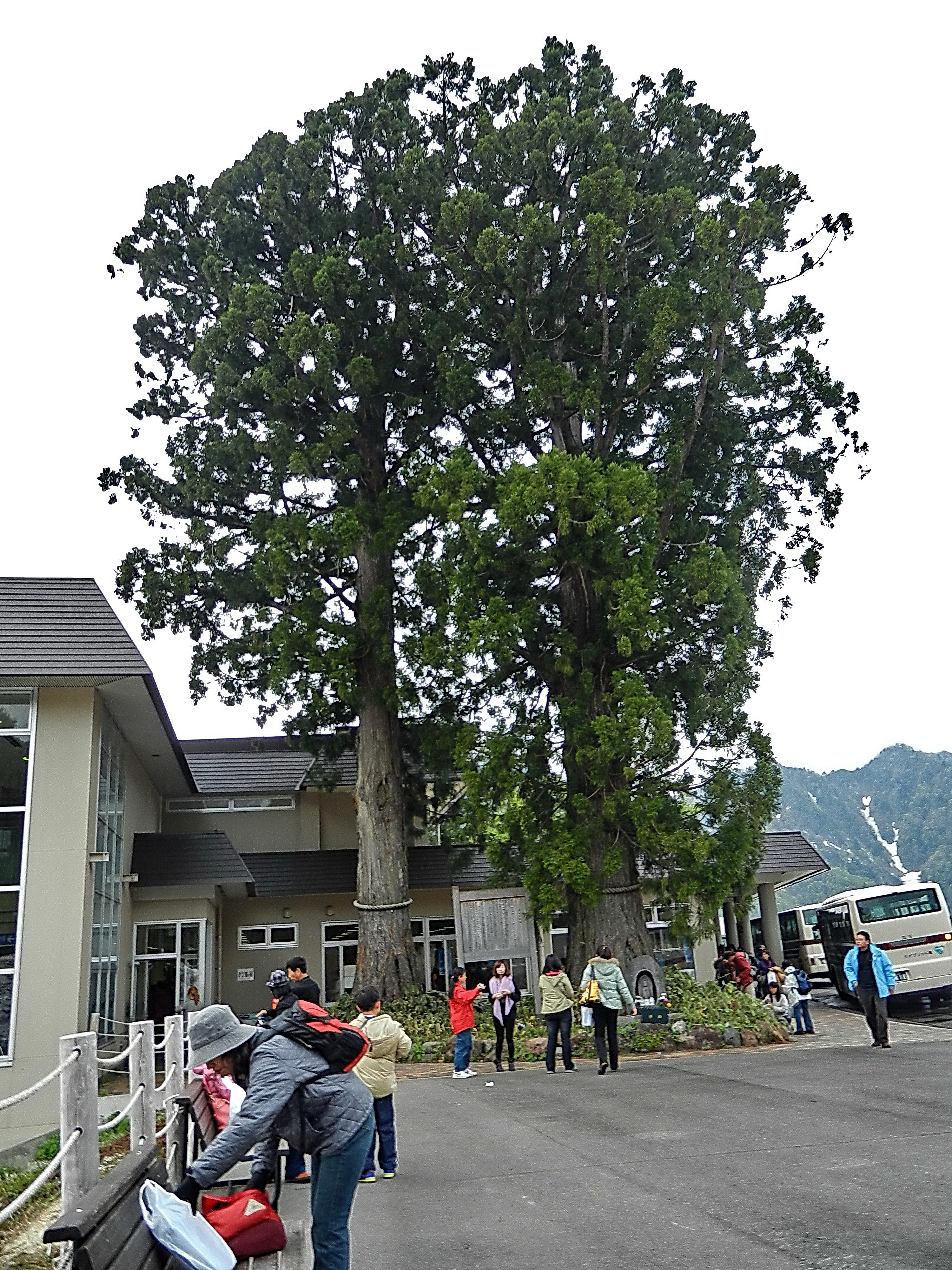
美女杉（富山県中新川郡立山町）

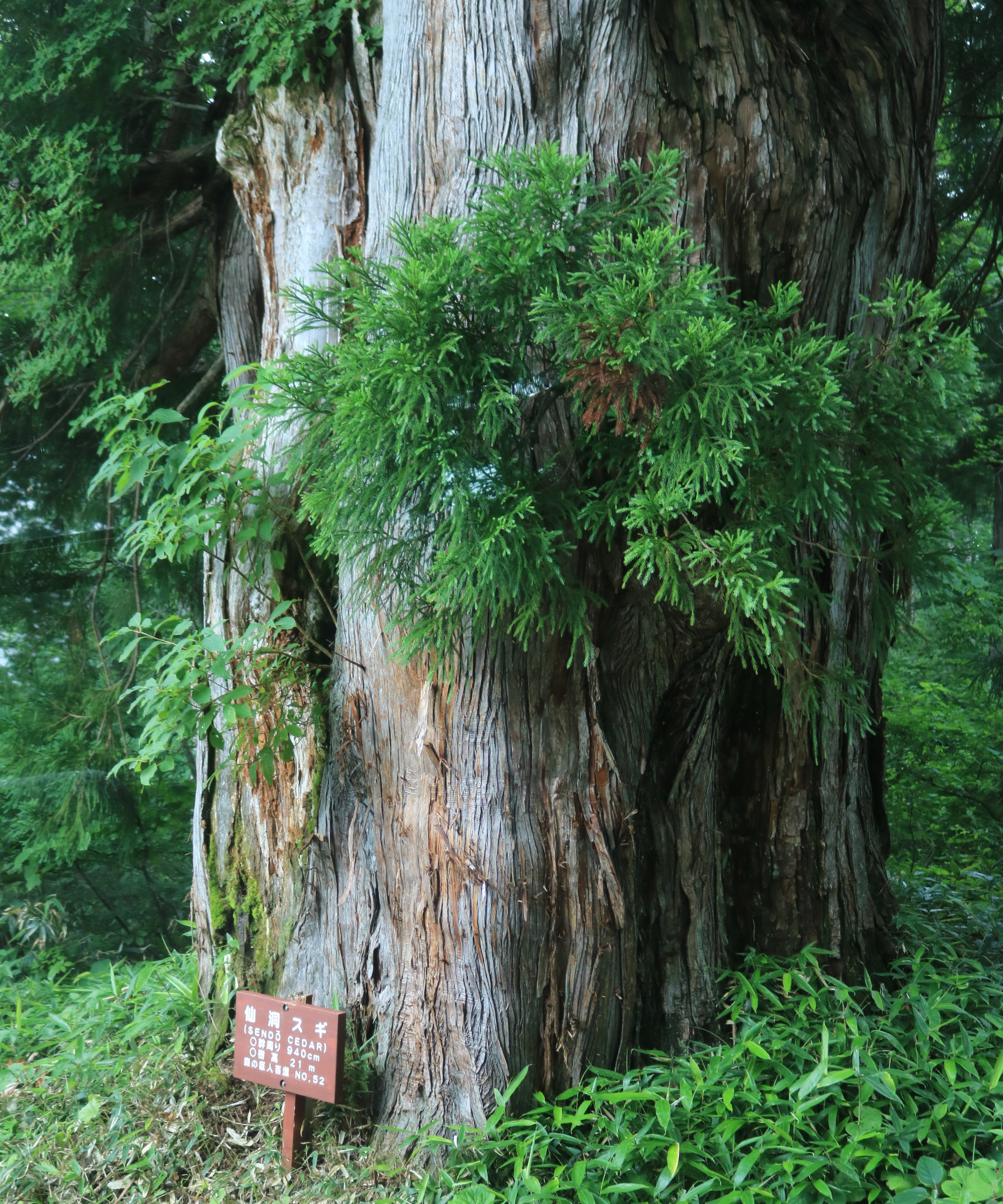
仙洞スギ（富山県中新川郡立山町）

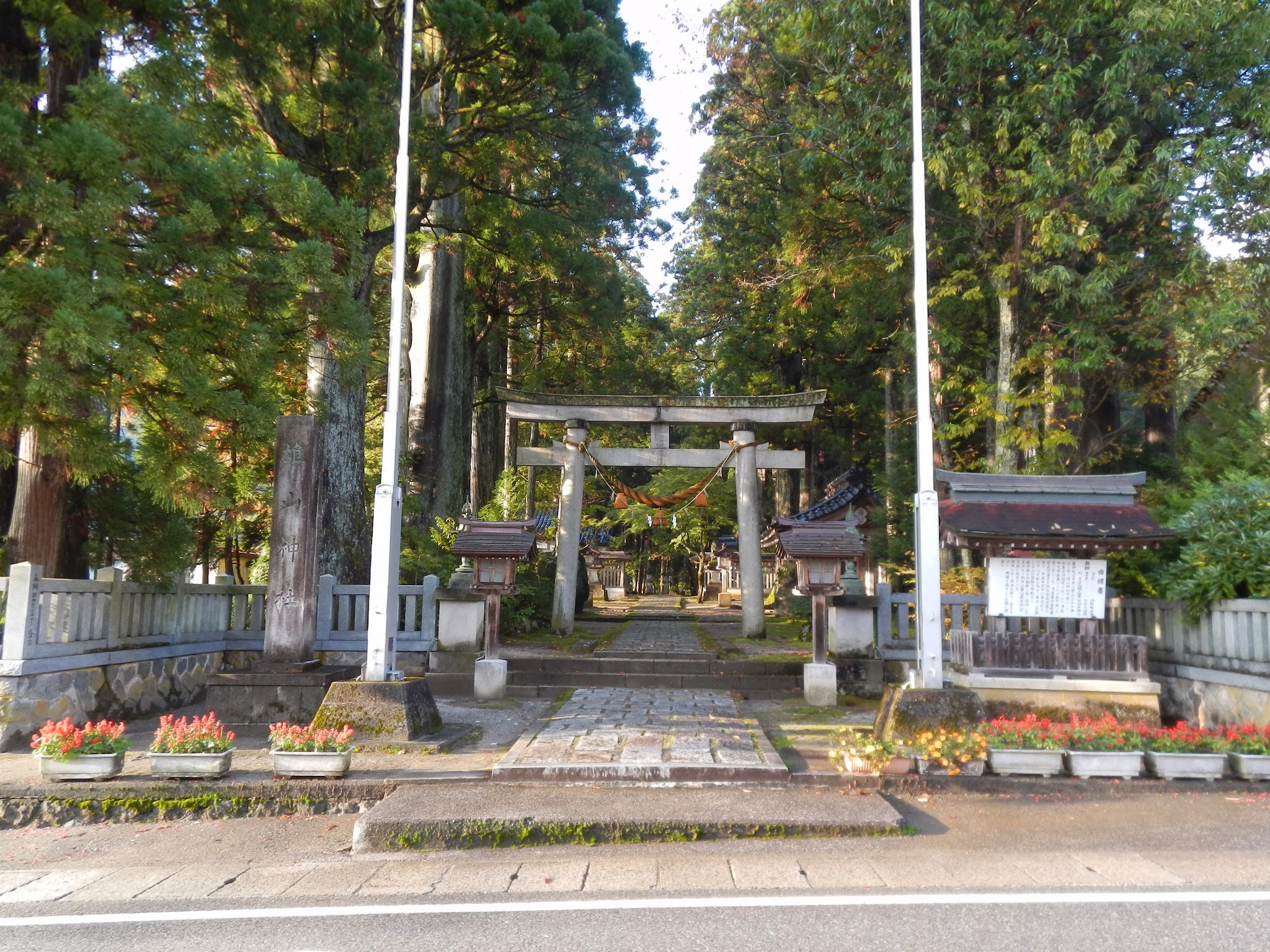
芦峅雄山神社境内杉林（富山県中新川郡立山町）

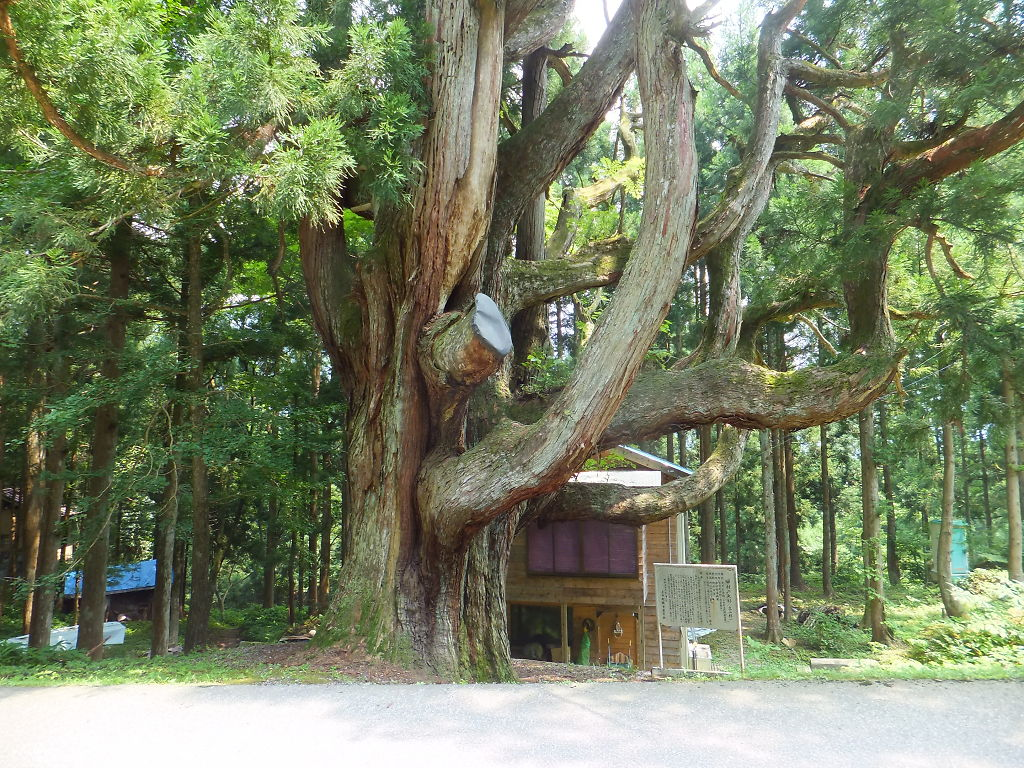
中村の大杉（富山県中新川郡上市町）

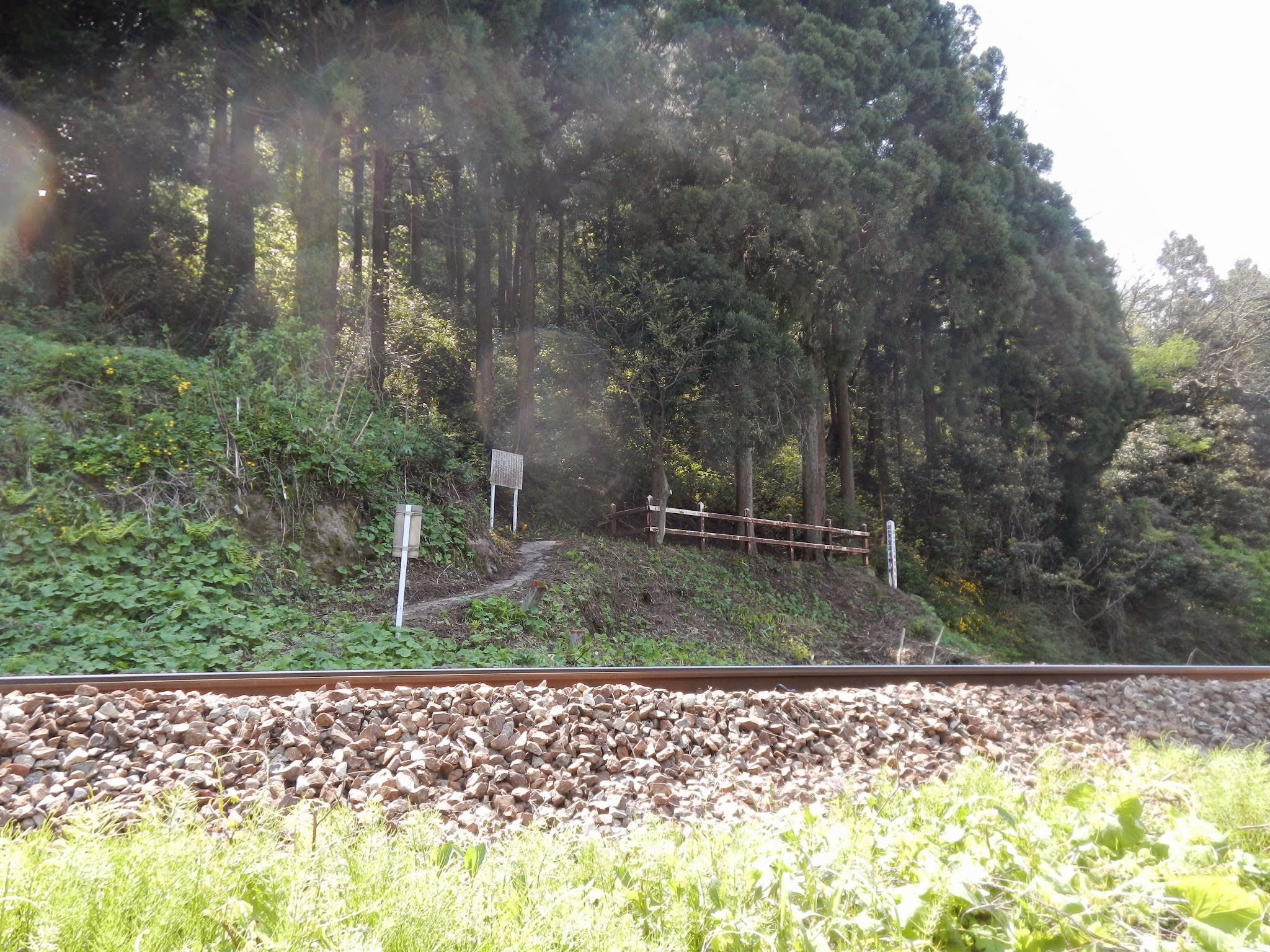
御手植え杉（富山県富山市）

立山杉（たてやますぎ）は、富山県東部の立山を中心とする山岳地帯に自生するスギ。また、造林用に育苗された品種のことも指す。寒さや雪に強いという特徴を持っており、垂直分布の上限は標高2,070メートル。木材としては、年輪の幅が狭く、強度に優れており、主に建築材料として利用される。富山県の木、立山町の木に指定されている。
標高1700m以上に生息するものは温暖期に分布を広げた後に寒冷化で取り残された遺存分布で、そこでのスギ林は殆どが伏条で増殖した単一クローンである。

## 主な自生地
- 美女平・ブナ平（中新川郡立山町） - 立山黒部アルペンルート周辺[10][11]。「立山美女平・ブナ坂・下ノ小平」として森林浴の森100選に選定[12]。
- 中山・五本杉ノ平（中新川郡上市町）[13]
- 洞杉（魚津市）[14] - 「洞杉及び岩上植物群落」として市の天然記念物に指定[15]。
- 杉沢の沢スギ（下新川郡入善町） - 国の天然記念物に指定[16]。

## 著名な立山杉
- 仙洞スギ（中新川郡立山町芦峅寺） - 幹周9.4m、樹高21m[11][17][18]。「ブナ平立山のスギ」として森の巨人たち百選に選定[17]。
- 不老樹（中新川郡立山町芦峅寺） - 幹周10.5m、樹高34m[11][19]。3本の木が固まって立つ[11][19]。
- 美女杉（中新川郡立山町芦峅寺）[20] - 美女平駅の脇に立つ2本の木[21]。
- 芦峅雄山神社境内杉林（中新川郡立山町芦峅寺） - 幹周2 - 6m[22]、122本[23]。県の天然記念物に指定[22][24]。
- 中村の大杉（中新川郡上市町中村） - 樹高20m余り[25]。町の天然記念物に指定[25][26]。
- 大沢の地鎮杉（魚津市大沢） - 幹周8.5 - 10m[27]、樹高約40m[27][28][29]。県の天然記念物に指定[27][28][29]。
- 立山杉の古木（滑川市中野） - 幹周3.1m、樹高約30m[7]。市の天然記念物に指定[30]。
- 立山杉の古木（滑川市下梅沢） - 2004年の台風第18号で倒伏し、市の天然記念物の指定も解除された[7]。
- 日吉社の大杉（小矢部市杉谷内） - 市の天然記念物に指定[31][32]。
- 御手植え杉（富山市西笹津） - 1947年に昭和天皇が植樹した3本の木[33]。